# Anwar Ibrahim
Anwar bin Ibrahim (în Jawi: أنوار بن إبراهيم‎; n. 10 august 1947, Cherok Tok Kun⁠(d), Penang⁠(d), Malaysia), cunoscut și sub acronimele DSAI și PMX, este un politician malaezian care ocupă funcția de prim-ministru al Malaeziei începând din noiembrie 2022. Membru al Partidului Justiției Poporului, el este președintele acestuia din 2018. De asemenea, Anwar deține funcția de ministru de finanțe de la începutul mandatului său de prim-ministru și este deputat pentru circumscripția Tambun din 2022, precum și președinte al coaliției politice Pakatan Harapan (PH) din 2020. Începând cu ianuarie 2025, el ocupă și funcția de președinte al ASEAN.
Absolvent al Universității din Malaezia, Anwar a fost președinte al Uniunii Naționale a Studenților Musulmani Malaezieni și al Mișcării Tineretului Islamic din Malaezia, înainte de a se alătura UMNO, partidul dominant din cadrul coaliției de guvernământ Barisan Nasional de atunci. A fost al 7-lea viceprim-ministru al Malaeziei începând cu 1993 și ministru de finanțe din 1991, remarcându-se în gestionarea crizei financiare asiatice din 1997. În 1998, Anwar a fost înlăturat din toate funcțiile de către prim-ministrul Mahathir Mohamad și a devenit lider al mișcării Reformasi împotriva guvernului. A fost închis în aprilie 1999 sub acuzații de corupție și sodomie, până la eliberarea sa în 2004, după ce condamnarea i-a fost anulată. Și-a făcut revenirea în politică în calitate de al 12-lea lider al opoziției, între 2008 și 2015. El a reunit partidele de opoziție în coaliția Pakatan Rakyat (PR), care a participat fără succes la alegerile generale din 2008 și 2013. Anwar a contestat rezultatele alegerilor din 2013 și a condus o mișcare de protest ca răspuns.
În 2014, tentativa lui Anwar de a deveni Menteri Besar al Selangor prin așa-numita Kajang Move a declanșat o criză politică de nouă luni, care s-a încheiat odată cu condamnarea sa la cinci ani de închisoare în urma unei a doua acuzații de sodomie, în 2015. În timp ce se afla încă în închisoare, Anwar s-a alăturat din nou lui Mahathir Mohamad în noua coaliție Pakatan Harapan (PH), în absență, coaliție care a câștigat alegerile generale din 2018. Mahathir a conturat un plan prin care Anwar urma să-i succeadă în funcția de prim-ministru după o perioadă interimară nespecificată. În mai 2018, Anwar a primit grațiere regală din partea Yang di-Pertuan Agong Muhammad V și a fost eliberat din închisoare. S-a întors în parlament prin alegerile parțiale de la Port Dickson în 2018, în timp ce soția sa, Wan Azizah Wan Ismail, a deținut funcția de viceprim-ministru în administrația PH. Prăbușirea coaliției în timpul crizei politice malaeziene din 2020–2022 a dus la formarea unei noi coaliții, Perikatan Nasional (PN), condusă de Muhyiddin Yassin, și la revenirea lui Anwar ca al 16-lea lider al opoziției între 2020 și 2022.
După ce a condus Pakatan Harapan spre câștigarea unui număr relativ de mandate la alegerile generale din 2022, Anwar a depus jurământul ca al zecelea prim-ministru al Malaeziei pe 24 noiembrie 2022. La 2 decembrie 2022, Anwar a numit mai mulți membri ai parlamentului din Pakatan Harapan, Gabungan Parti Sarawak (GPS) și UMNO în funcții ministeriale în cadrul noului guvern de uniune. El și-a asumat și portofoliul de ministru de finanțe. În timpul mandatului său, el și guvernul său au fost criticați pentru implementarea mai multor politici conservatoare, precum și pentru achitarea condiționată a actualului viceprim-ministru Ahmad Zahid Hamidi, aflat sub acuzații de corupție. În plus, fostului prim-ministru Najib Razak i-au fost reduse la jumătate pedeapsa cu închisoarea și amenda în timpul guvernării lui Anwar, fapt care a stârnit controverse suplimentare. În calitate de președinte al ASEAN, Anwar a avut un rol central în facilitarea unui armistițiu între Thailanda și Cambodgia, contribuind la soluționarea disputei lor de frontieră prin canale diplomatice regionale și consolidând capacitatea ASEAN de rezolvare a conflictelor.
Anwar, considerat un reformator liberal și intelectual, a susținut democrația islamică și a afirmat că speră ca Malaezia să devină un exemplu de practici democratice în lumea musulmană. El sprijină conceptul islamic de Umma ca fundament pentru democrația în țările musulmane și pledează pentru independența justiției, buna guvernare și respingerea autoritarismului. Dacă inițial, în anii 1960, a susținut politicile de acțiune afirmativă pentru malaezi din cauza îngrijorărilor legate de dominația comunității chineze malaeziene în afaceri, după eliberarea sa din închisoare a considerat că „Ketuanan Melayu” reprezintă o problemă majoră și a pledat pentru tranziția către „politici de acțiune afirmativă bazate pe nevoi, nu pe rasă” și pentru sprijin guvernamental acordat celor care trăiesc în sărăcie. Numeroși oameni și cercetători l-au descris drept o „figură unificatoare” pentru opoziția din Malaezia în perioada detențiilor și proceselor sale. În calitate de prim-ministru, el a subliniat importanța unor măsuri precum reducerea subvențiilor pentru motorină, în vederea responsabilității fiscale.

## Biografie
Anwar bin Ibrahim s-a născut la 10 august 1947 în Cherok Tok Kun, Bukit Mertajam, Colonia Coroanei Penang, Uniunea Malayană. Totuși, el a declarat și că s-a născut în Sungai Bakap, Seberang Perai Selatan, Colonia Coroanei Penang, Uniunea Malayană, în timpul alegerilor de stat din 2023. Tatăl său, Ibrahim bin Abdul Rahman, a început cariera ca portar de spital și ulterior a intrat în politică ca membru UMNO. Ibrahim a câștigat alegerile ca parlamentar pentru Seberang Tengah în 1959 și 1964, servind ca secretar parlamentar la ministerul sănătății din 1964 până la înfrângerea sa în alegerile generale din 1969 de către candidatul Parti Gerakan Rakyat Malaysia, Mustapha Hussain. Mama lui Anwar, Che Yan binti Hussein, a fost casnică activă în politica de bază a UMNO în Penang și a ocupat funcția de conducătoare a UMNO Women pentru divizia Bukit Mertajam din Penang.
Anwar a urmat trei școli primare: Sekolah Melayu Sungai Bakap (1955), Sekolah Melayu Cherok Tok Kun (1957) și Sekolah Rendah Stowell, Bukit Mertajam (1959), continuând apoi studiile secundare la SMK Tinggi Bukit Mertajam, înainte de a merge la Malay College Kuala Kangsar (MCKK). A urmat timp de trei ani laSMK Tinggi Bukit Mertajam, unde s-a remarcat academic. Anwar a fost selectat pentru a susține un examen special de admitere la Malay College Kuala Kangsar, fiind unul dintre cei trei elevi aleși din Penang⁠(d) pentru această instituție prestigioasă. La MCKK, a fost implicat în diverse activități organizate, reprezentând colegiul la concursurile de dezbateri între școli. A fost activ și în Malay Language Association și a reprezentat colegiul la oratorie. În această perioadă a cunoscut viitori lideri politici precum Sanusi Junid, Kamaruddin Jaafar și Yahaya Ahmad. A fost cadet al St John Ambulance și a ocupat funcția de secretar al Badan Revolusi Agama Association, al cărei președinte era Sanusi Junid, seniorul său.
Ulterior, Anwar a urmat studii superioare la Universitatea Malaya, obținând o diplomă de licență în arte (BA) în Studii Malaeziene. A lucrat și la un Master în Literatură (MA) la Universitatea Națională a Malaysiei în perioada în care a fost încarcerat între 1974 și 1975.

### Activism (1968–1982)
Între 1968 și 1971, ca student, Anwar a fost președinte al Uniunii Naționale a Studenților Musulmani Malaezieni. În aceeași perioadă, a deținut și funcția de președinte al Societății Limbii Malaeze a Universității Malaya (Persatuan Bahasa Melayu Universiti Malaya – PBMUM). În 1971, a făcut parte din comitetul provizoriu al Angkatan Belia Islam Malaysia (ABIM) sau Mișcarea Tineretului Islamic din Malaezia, pe care a cofondat-o. Tot atunci a fost ales al doilea președinte al Consiliului Tineretului Malaezian (Majlis Belia Malaysia – MBM).
În 1974, Anwar a fost arestat în timpul protestelor studențești împotriva sărăciei și foametei din mediul rural. Aceste proteste au fost declanșate după apariția unui raport potrivit căruia o familie ar fi murit de foame într-un sat din Baling, statul Kedah⁠(d), fapt demonstrat ulterior ca fiind fals. Totuși, muncitorii din plantațiile de cauciuc din Baling treceau prin greutăți severe din cauza scăderii prețului la cauciuc în 1974. Anwar a fost închis în temeiul Legii privind securitatea internă (Internal Security Act – ISA), care permitea detenția fără proces, și a petrecut 20 de luni în Centrul de Detenție Kamunting.
Între 1975 și 1982, a fost reprezentant pentru regiunea Asia-Pacific al Adunării Mondiale a Tineretului Musulman (World Assembly of Muslim Youth – WAMY).
Anwar Ibrahim este, de asemenea, cofondator al Institutului Internațional de Gândire Islamică (în engleză International Institute of Islamic Thought – IIIT) din Statele Unite, fondat în 1981. Anwar a fost unul dintre cei patru directori interimari, membru în consiliul de administrație al IIIT și administrator. De asemenea, a fost cancelar al Universității Islamice Internaționale din Malaezia între 1988 și 1998.

### Cariera politică (1982–1993)
În 1982, Anwar, care fusese lider fondator și al doilea președinte al ABIM, s-a alăturat Organizației Naționale a Malaezienilor Uniți (United Malays National Organisation – UMNO), condusă de Mahathir Mohamad, devenit prim-ministru în 1981. Decizia lui Anwar a fost influențată de sfaturile savantului palestiniano-american Ismail al-Faruqi, care a recunoscut angajamentul administrației Mahathir față de agenda de islamizare.
La alegerile generale din 1982, a fost ales deputat pentru circumscripția Permatang Pauh, creată în 1974 prin redistribuirea unor părți din circumscripția Seberang Tengah, pe care tatăl său o reprezentase între 1959 și 1969. El a învins un candidat al PAS, deși circumscripția era considerată un fief al acestui partid.
Anwar a urcat rapid pe scara ierarhică politică; a intrat pentru prima dată în guvern în 1982 ca viceministru în Departamentul Prim-ministrului; primul său portofoliu ministerial a fost cel de ministru al culturii, tineretului și sportului în 1983; apoi a condus Ministerul Agriculturii în 1984, înainte de a deveni ministru al educației în 1986.
În timpul mandatului său ca ministru al educației, Anwar a introdus numeroase politici în curriculumul național. Una dintre cele mai importante schimbări a fost redenumirea limbii naționale din Bahasa Malaysia în Bahasa Melayu, decizie anulată ulterior în 2007, în timpul mandatului premierului Abdullah Ahmad Badawi⁠(d). Analiști și politicieni au asociat, de asemenea, creșterea conservatorismului social și a islamismului în rândul malayzilor cu reformele și procesul de islamizare a sistemului educațional realizat sub conducerea lui Anwar, fostul ministru al justiției, Zaid Ibrahim, numindu-l pe Anwar „islamist”.
Ca ministru al educației, Anwar a fost ales al 25-lea președinte al Conferinței Generale a UNESCO. În 1988, Anwar Ibrahim a devenit al doilea președinte al Universității Islamice Internaționale din Malaezia (IIUM).
În 1991, Anwar a fost numit ministru de finanțe. În timpul mandatului său, impactul a fost imediat: Malaezia s-a bucurat de o prosperitate și o creștere economică fără precedent. La scurt timp după ce a devenit ministru de finanțe, revista Euromoney⁠(d) l-a inclus între primii patru miniștri de finanțe din lume, iar în 1996 Asiamoney l-a desemnat „Ministrul de finanțe al anului”. În timpul crizei financiare asiatice din 1997, Anwar, în calitate de viceprim-ministru și ministru de finanțe, a fost apreciat pentru rolul său în ghidarea Malaeziei prin perioada de instabilitate. El a susținut principiile pieței libere, a subliniat proximitatea dintre afaceri și politică în Malaezia, a promovat responsabilitatea sporită, a refuzat să ofere salvări guvernamentale și a instituit reduceri bugetare ample. În martie 1998, Anwar a fost ales președinte al Comitetului pentru Dezvoltare al Băncii Mondiale și Fondului Monetar Internațional (FMI), funcție pe care a deținut-o până în septembrie 1998.

## Viceprim-ministru (1993–1998)
În 1993, Anwar a devenit viceprim-ministrul lui Mahathir după ce l-a învins pe Abdul Ghafar Baba în cursa pentru funcția de vicepreședinte al UMNO. Referirile sale publice la relația de tip „tată-fiu” cu Mahathir au contribuit la percepția că el urma să fie succesorul acestuia.
În mai 1997, Mahathir l-a numit pe Anwar prim-ministru interimar în perioada concediului său de două luni. În absența lui Mahathir, Anwar a adoptat independent măsuri radicale, aflate în contradicție directă cu politicile acestuia, pentru a modifica mecanismele de guvernare ale țării. Probleme precum modul în care Malaezia urma să răspundă la o criză financiară s-au aflat adesea în centrul acestor conflicte. Spre sfârșitul anilor 1990, relația lui Anwar cu Mahathir a început să se deterioreze, declanșată de viziunile lor divergente privind guvernarea.

### Criza financiară

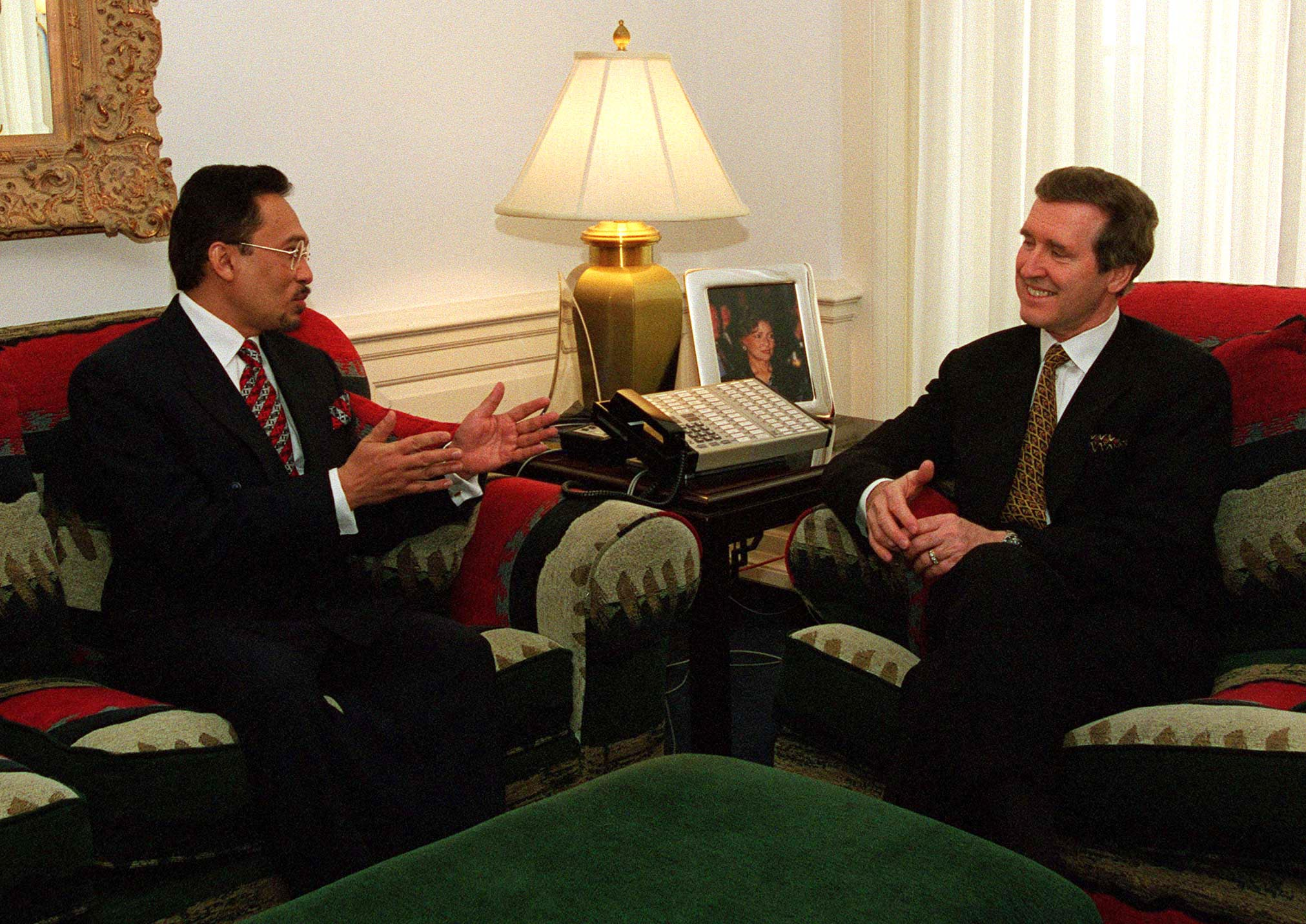
Secretarul american al Apărării, (dreapta), se întâlnește cu Anwar Ibrahim (stânga) la Pentagon, în 1998.

În timpul crizei financiare asiatice din 1997, Anwar, în calitate de ministru de finanțe, a sprijinit planul FMI. El a instituit, de asemenea, un pachet de austeritate care a redus cheltuielile guvernamentale cu 18%, a diminuat salariile miniștrilor și a amânat proiecte majore. „Mega-proiectele”, deși reprezentau un pilon al strategiei de dezvoltare a lui Mahathir, au fost considerabil reduse.
Deși multe companii malaeziene s-au confruntat cu falimentul, Anwar a declarat: „Nu se pune problema niciunei salvări. Băncile vor fi lăsate să se protejeze singure și guvernul nu va interveni.” El a promovat o abordare de piață liberă pentru depășirea crizei, incluzând investițiile străine și liberalizarea comerțului. Mahathir, în schimb, a dat vina pe speculatorii valutari, precum George Soros, pentru criză și a susținut controale valutare și o reglementare mai strictă a investițiilor străine.

### Căderea de la putere și prima condamnare pentru sodomie
În 1998, revista Newsweek l-a desemnat pe Anwar „Asiaticul anului”. În același an, tensiunile dintre Anwar și Mahathir au ajuns la apogeu în jurul Adunării Generale cvadrienale a UMNO. Aripa de tineret a UMNO, condusă de asociatul lui Anwar, Ahmad Zahid Hamidi, a anunțat că va iniția o dezbatere privind „cronyismul și nepotismul”. În cadrul Adunării, a circulat o carte a lui Khalid Jafri, 50 Dalil Kenapa Anwar Tidak Boleh Jadi PM („50 de motive pentru care Anwar nu poate deveni prim-ministru”), care conținea acuzații grafice de homosexualitate, precum și acuzații de corupție împotriva lui Anwar. Khalid Jafri fusese redactor la ziarul controlat de guvern Utusan Malaysia și fost redactor-șef al unei reviste eșuate, Harian National. Anwar a obținut o ordonanță judecătorească pentru a împiedica distribuirea cărții și a intentat un proces pentru defăimare împotriva autorului. Poliția l-a pus sub acuzare pe autor pentru publicarea cu rea intenție de știri false și a fost instruită să investigheze veridicitatea afirmațiilor.
La 2 septembrie 1998, Anwar a fost demis din Cabinet, iar numeroase relatări afirmă că era anchetat pentru sodomie, act ilegal în Malaezia. A doua zi, a fost exclus din UMNO. După cum a descris The Sydney Morning Herald⁠(d), într-o „înscenare politică flagrantă”, Anwar a fost arestat la 20 septembrie 1998 și deținut fără proces în baza controversatei Legi privind Securitatea Internă (ISA). Câteva săptămâni mai târziu, a fost pus sub acuzare pentru corupție, fiind suspectat că a încercat să intervină în propria anchetă polițienească. În timpul detenției din 1998, Anwar a fost bătut de inspectorul general al poliției, Abdul Rahim Mohd Noor. Publicul și presa au aflat despre acest abuz când Anwar a apărut pentru prima dată în fața instanței cu un ochi vânăt. Rahim a fost ulterior găsit vinovat de agresiune și condamnat, în anul 2000, la două luni de închisoare. El și-a cerut public scuze lui Anwar și a plătit despăgubiri al căror cuantum nu a fost dezvăluit.
În timpul procesului, o saltea pretins pătată cu sperma lui Anwar a fost prezentată ca probă ADN a unor acte sexuale. Anwar a negat orice legătură cu salteaua, deși testele ADN au ieșit pozitive. Lim Kong Boon, expert în ADN, a mărturisit că probele din 10 din cele 13 pete de pe saltea corespundeau cu ADN-ul lui Anwar. Echipa de apărare a sugerat că probele ar fi putut fi recoltate de la Anwar, în timp ce acesta era inconștient după bătaia din arest, pentru a fabrica dovezi false; cu toate acestea, judecătorul Augustine Paul a acceptat proba ADN.
În aprilie 1999, Înalta Curte l-a condamnat pe Anwar la șase ani de închisoare pentru corupție. Două luni mai târziu, a primit o condamnare suplimentară de nouă ani pentru sodomie, pedeapsă care urma să fie executată după ispășirea celor șase ani pentru corupție. Procesul și condamnarea sa au fost puternic discreditate de comunitatea internațională. Amnesty International a afirmat că procedurile judiciare „au expus un model de manipulare politică a principalelor instituții ale statului, inclusiv poliția, parchetul și sistemul judiciar”, declarându-l pe Anwar prizonier de conștiință și considerând că a fost arestat pentru a fi redus la tăcere ca adversar politic.
Curtea Federală i-a anulat condamnarea, iar Anwar a fost eliberat din detenția solitară la 2 septembrie 2004.

## Reformasi și formarea KEADILAN (1998–1999)
La scurt timp după ce Anwar a fost destituit din funcția de viceprim-ministru, el și susținătorii săi au inițiat mișcarea Reformasi. Aceasta a constat în mai multe demonstrații și adunări de masă împotriva guvernului de lungă durată al coaliției Barisan Nasional. Mișcarea Reformasi a condus la formarea unui nou partid multietnic, numit Parti Keadilan Nasional sau Partidul Justiției Naționale (KEADILAN). În 1999 au avut loc alegeri generale. Noul KEADILAN, Partidul Islamic din Malaysia (PAS) și Partidul Acțiunii Democrate (DAP) au format Barisan Alternatif sau Frontul Alternativ (BA), într-o inițiativă comună de a înlocui guvernul aflat la putere, reprezentat de coaliția Barisan Nasional (BN). În august 2003, KEADILAN a fuzionat cu Parti Rakyat Malaysia sau Partidul Poporului din Malaysia (PRM), formând Parti Keadilan Rakyat sau Partidul Justiției Poporului (PKR), condus de Wan Azizah în calitate de președinte. PKR a obținut câștiguri semnificative la alegerile generale din 2008, obținând 31 de locuri și devenind cel mai mare partid de opoziție din Parlament. În aprilie 2008, PKR, PAS și DAP au format o nouă alianță numită Pakatan Rakyat (PR).

## Anii de tranziție (1999–2007)

### Condamnarea pentru sodomie
În 1999, Anwar a intentat un proces împotriva prim-ministrului Mahathir pentru defăimare, acuzându-l că a făcut declarații referitoare la acte imorale și că l-a numit homosexual în cadrul unei conferințe de presă în Malaysia.
Verdictul în dosarul de sodomie a fost parțial anulat în 2004, ceea ce a dus la eliberarea lui Anwar din închisoare, întrucât își ispășise deja pedeapsa pentru acuzația de corupție. Anwar l-a acționat cu succes în instanță pe Khalid Jafri pentru cartea sa 50 Dalil Kenapa Anwar Tidak Boleh Jadi PM (în română 50 de motive pentru care Anwar nu poate deveni prim-ministru), însă Khalid a murit în 2005 din cauza complicațiilor diabetului, înainte ca Înalta Curte să constate că a comis calomnie și să acorde lui Anwar despăgubiri de milioane de ringgit. La 8 martie 2010, Curtea Federală a decis că destituirea lui Anwar din funcțiile sale guvernamentale de către Mahathir, în 1998, a fost constituțională și valabilă, ceea ce a însemnat că Anwar a eșuat în tentativa sa de a contesta demiterea.
Un apel privind acuzațiile de corupție a fost judecat la 6 septembrie 2004. Conform legislației malaysiene, o persoană este interzisă de la activități politice timp de cinci ani după încheierea pedepsei. Succesul în acest apel i-ar fi permis lui Anwar să revină imediat în politică. La 7 septembrie, instanța a fost de acord să judece apelul lui Anwar. Totuși, la 15 septembrie, Curtea de Apel a decis în unanimitate că hotărârea sa anterioară de a menține decizia Înaltei Curți, care l-a găsit vinovat pe Anwar, rămâne valabilă, relegându-l pe Anwar la marginea scenei politice malaysiene până la 14 aprilie 2008. Singura modalitate prin care Anwar ar fi putut fi eliberat de această interdicție ar fi fost obținerea unei grațieri din partea Yang di-Pertuan Agong (Șeful Suprem al Federației sau, neoficial, Regele Malaysiei).

### Activitatea didactică și implicarea în sectorul non-profit
După eliberarea din închisoare, Anwar a ocupat poziții academice la St Antony's College, Oxford, unde a fost cercetător invitat și membru asociat senior, la School of Advanced International Studies din cadrul Johns Hopkins University din Washington, D.C., ca Distinguished Senior Visiting Fellow, iar în perioada 2005–2006 ca profesor invitat la Prince Alwaleed Center for Muslim–Christian Understanding din cadrul School of Foreign Service de la Georgetown University. În martie 2006 a fost numit președinte onorific al organizației AccountAbility (Institute of Social and Ethical AccountAbility), cu sediul la Londra.
În iulie 2006, Anwar a fost ales președinte al Foundation for the Future, o organizație cu sediul la Washington. În această calitate, el a semnat la 1 octombrie 2006 o scrisoare adresată lui Robin Cleveland de la World Bank, prin care solicita transferul lui Shaha Riza⁠(d) de la U.S. Department of State către Foundation for the Future. Această tranzacție a condus la demisia lui Paul Wolfowitz din funcția de președinte al organizației. În 2007, Anwar s-a numărat printre semnatarii apelului „A Common Word Between Us and You”, o scrisoare deschisă adresată de lideri musulmani liderilor creștini, prin care se făcea apel la pace și înțelegere reciprocă.

### Revenirea în politică
În noiembrie 2006, Anwar a anunțat că intenționează să candideze pentru Parlament în 2008, după expirarea interdicției sale. După eliberarea din închisoare, el a criticat politicile guvernamentale, în special Noua Politică Economică, care oferea măsuri de discriminare pozitivă pentru Bumiputras. Această politică impunea o serie de cote obligatorii, precum pentru unități locative sau pentru ofertele publice inițiale.
Înainte ca Anwar să fie din nou eligibil pentru a candida în 2008, el a activat ca „consilier” al Parti Keadilan Rakyat, partidul condus de soția sa, Dr. Wan Azizah. El a fost în prim-planul organizării unei manifestații de masă în noiembrie 2007, cunoscută sub numele de 2007 Bersih Rally, desfășurată în Dataran Merdeka, Kuala Lumpur, pentru a cere alegeri corecte și transparente. Adunarea a fost organizată de Bersih, o coaliție formată din partide politice și organizații ale societății civile, și a atras susținători din întreaga țară.
Alegerile generale au fost stabilite pentru 8 martie 2008, înainte de expirarea interdicției lui Anwar din politică, ceea ce a stârnit critici potrivit cărora Barisan Nasional ar fi convocat alegeri anticipate pentru a împiedica revenirea lui Anwar în Parlament. Ca răspuns, soția sa, Wan Azizah Wan Ismail, a declarat că va demisiona din funcția sa parlamentară de la Permatang Pauh pentru a forța organizarea unor alegeri parțiale în care Anwar însuși ar fi candidat.
Întrebat despre posibilitatea ca Anwar să devină viitorul prim-ministru, fostul lider Tun Dr. Mahathir a răspuns: „Ar fi un bun prim-ministru al Israelului”.
La 14 aprilie 2008, Anwar și-a celebrat revenirea oficială pe scena politică, odată cu expirarea interdicției sale, la un deceniu după ce fusese destituit din funcția de viceprim-ministru. Opoziția a obținut o treime din locurile parlamentare și cinci state, în cel mai slab rezultat din istoria coaliției Barisan Nasional, aflată la putere de jumătate de secol, avându-l pe Anwar în prim-plan. Peste 40.000 de susținători i-au oferit lui Anwar o primire triumfală la un miting care marca revenirea sa în politică. Poliția l-a întrerupt după ce acesta a vorbit aproape două ore și i-a cerut să oprească adunarea, întrucât nu exista autorizație legală pentru desfășurarea mitingului.
La 29 aprilie 2008, după zece ani de absență, el a revenit în Parlament, însă doar ca invitat în calitate de soț al Wan Azizah Wan Ismail, lidera Partidului Justiției Poporului și prima femeie lider al opoziției din istoria Parlamentului malaysian.

### Alegerile parțiale din Permatang Pauh
Anwar Ibrahim a ieșit victorios în alegerile parțiale din Permatang Pauh, desfășurate la 26 august 2008. Muhammad Muhammad Taib, șeful departamentului de informare al UMNO, a declarat: „Da, bineînțeles că am pierdut... eram outsideri încă de la începutul acestei curse.” Rezultatele finale anunțate de Comisia Electorală au arătat că Anwar Ibrahim a obținut 31.195 din aproximativ 47.000 de voturi exprimate în district, în timp ce Arif Shah Omar Shah a primit 15.524 de voturi, iar un al treilea candidat a obținut 92 de voturi.
La 28 august 2008, Anwar, îmbrăcat într-un costum tradițional malaez albastru-închis și purtând un songkok negru, a depus jurământul în sala principală a Parlamentului din Kuala Lumpur, în calitate de deputat pentru Permatang Pauh, la ora 10:03, în fața președintelui Tan Sri Pandikar Amin Mulia. Acesta l-a declarat oficial lider al alianței de opoziție formată din trei partide. Împreună cu fiica sa, Nurul Izzah Anwar, și ea membră a Parlamentului, Anwar a anunțat: „Mă bucur să fiu din nou aici după un deceniu. Prim-ministrul a pierdut mandatul țării și al națiunii.” La acel moment, Anwar avea nevoie de 30 de parlamentari ai guvernului care să treacă în opoziție pentru a putea forma un nou guvern.

## Primul mandat ca lider al opoziției (2008–2015)

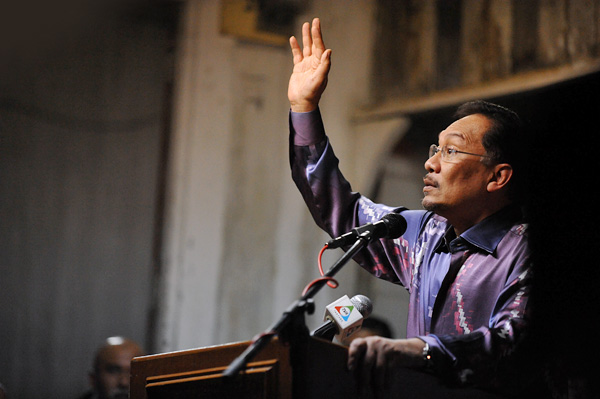
Anwar Ibrahim vorbește la un miting electoral în 2009, în calitate de lider al opoziției.

La 26 august 2008, Anwar a câștigat din nou alegerile parțiale din Permatang Pauh și a revenit în Parlament ca lider al opoziției. El a afirmat necesitatea unei liberalizări, care să includă o justiție independentă și o presă liberă, pentru a combate corupția endemică pe care o considera responsabilă de apropierea Malaysiei de statutul de stat eșuat.

### Petiția împotriva lui Najib Razak
Anwar a continuat să îl critice pe Najib încă din prima zi a acestuia ca prim-ministru, declarând că a identificat inconsecvențe în decizia sa de a elibera 13 deținuți în baza Internal Security Act (ISA). El a afirmat că atâta timp cât ISA va continua să existe, Barisan Nasional ar putea reține cetățeni după bunul plac. În septembrie 2011, prim-ministrul Najib Razak a acționat pentru abolirea ISA și a altor trei legi. Totuși, unii membri ai opoziției nu au privit această decizie într-un mod pozitiv.

### Moțiune de cenzură parlamentară privind APCO și 1Malaysia
Anwar a făcut numeroase declarații despre o presupusă conspirație între guvernul malaysian, compania APCO (firmă de relații publice angajată de guvernul malaysian), Israel și Statele Unite. Anwar a condamnat guvernul malaysian pentru faptul că a solicitat consiliere de la APCO. El a susținut că firma este legată de „uciderea musulmanilor în Palestina”. Mai mult, el a afirmat că a prezentat dovezi unui comitet disciplinar al Parlamentului malaysian, care investiga declarațiile sale, potrivit cărora APCO ar fi o acoperire pentru guvernul israelian. Cu o altă ocazie, vorbind din Parlament, Anwar a afirmat că firma este controlată de evrei și că acționează în numele guvernului american pentru a influența politica externă a Malaysiei. El a mai sugerat că schimbările în politica externă a Malaysiei nu ar putea fi explicate decât prin manipularea țării de către evrei în favoarea Statelor Unite.
La 22 aprilie 2010, Anwar a fost mustrat de Parlamentul Malaysiei pentru declarațiile făcute în cadrul unei conferințe de presă la 30 martie 2010. În timpul acesteia, Anwar a afirmat că deține documente care leagă programul 1Malaysia de One Israel și de firma de relații publice APCO, dar a refuzat să permită accesul la aceste documente atunci când a fost confruntat. Guvernul malaysian și APCO au negat ferm acuzațiile lui Anwar. Moțiunea de mustrare adoptată de Camera Reprezentanților a trimis cazul lui Anwar către Comitetul pentru Drepturi și Privilegii, care urma să recomande o sancțiune spre aprobare de către întreaga cameră. O astfel de sancțiune ar fi putut include interdicția de a participa la lucrările parlamentului. Totuși, Anwar a ripostat la atacurile guvernului malaysian prezentând două documente care, în opinia sa, susțineau legăturile dintre APCO și 1Malaysia.

### Încercările de a forma o coaliție majoritară
Anwar a ratat mai multe termene-limită pe care și le fixase pentru transferul de putere. El a declarat că are nevoie de mai mult timp, iar recalibrarea mesajului său nu a trecut neobservată: viceprim-ministrul Najib Razak a ales chiar acea zi pentru a lansa un program de internet în bandă largă, pe care Anwar îl contesta, afirmând că nu a avut niciodată îndoieli că guvernul va fi încă în funcție la 16 septembrie. La rândul său, prim-ministrul Abdullah Badawi a subliniat că Anwar și-a ratat propriul termen și a respins afirmația acestuia că ar fi asigurat trecerea la opoziție a 30 de parlamentari.
Până la 25 septembrie, Anwar tot nu reușise să strângă suficiente voturi, ceea ce a generat îndoieli în rândul malaysienilor cu privire la pregătirea sa reală pentru a prelua puterea, mai ales în contextul eșecului său de a respecta termenul-limită din 16 septembrie pentru tranziția politică. Între timp, UMNO a avut propria reuniune de partid pentru a negocia retragerea din funcție a prim-ministrului Abdullah Ahmad Badawi⁠(d) în iunie 2009, cu un an mai devreme decât promisese inițial.
La 24 octombrie 2008, Anwar a recunoscut problemele legate de tentativa sa blocată de a răsturna majoritatea UMNO, afirmând că Pakatan Rakyat rămâne fără opțiuni pentru a crea o majoritate. Credibilitatea sa „în rândul malaysienilor obișnuiți a fost oarecum afectată după 16 septembrie, iar noua promisiune de a forma guvernul nu a mai generat același tip de anticipare sau entuziasm ca înainte.” Mass-media din țară au adoptat o atitudine din ce în ce mai ostilă față de declarațiile și amenințările eșuate ale lui Anwar privind formarea unui guvern majoritar.

### Alegerile generale din 2013
În alegerile generale din 2013 (GE13), Anwar Ibrahim, în calitate de lider al opoziției, a condus coaliția Pakatan Rakyat (formată din cele trei partide DAP, PAS și PKR) în competiția electorală. La 25 februarie 2013, Pakatan Rakyat și-a lansat manifestul intitulat Manifestul Poporului: Pakatan, speranța națiunii, prin care promitea, printre altele, reducerea poverii financiare a cetățenilor. Anwar, care predase la Universitatea Oxford și la Universitatea Georgetown, a declarat că se va întoarce la viața academică dacă va pierde următoarele alegeri în fața premierului în funcție, Najib Razak.

#### Rezultatele alegerilor
Deși a obținut 50,9% din votul popular, față de 47,4% pentru Barisan Nasional, Pakatan Rakyat nu a reușit să producă schimbarea de regim, rezultat atribuit dezechilibrului semnificativ al circumscripțiilor electorale. Pakatan Rakyat a câștigat, totuși, cu 7 locuri mai multe în Parlament față de alegerile generale precedente (a 12-a ediție).
Anwar nu și-a recunoscut înfrângerea, acuzând fraude electorale pe scară largă. Potrivit Al Jazeera, Anwar Ibrahim a fost foarte aproape de victorie pe 5 mai 2013, dar a refuzat să admită înfrângerea și, prin urmare, nu a demisionat. Într-un interviu pentru ABC News, jurnalistul Jim Middleton a sugerat că Anwar Ibrahim urma să devină „Lee Kuan Yew al opoziției malaysiene”. Anwar a răspuns că nu se află încă în acel punct.

#### Protestele și mișcarea #Black505
La 7 mai 2013, Anwar Ibrahim a promis că va conduce o „mișcare puternică” pentru reformarea sistemului electoral al țării și pentru contestarea rezultatelor alegerilor pe care le pierduse. La 8 mai 2013, aproximativ 120.000 de persoane îmbrăcate în negru s-au adunat pe Stadionul Petaling Jaya, Kelana Jaya, Selangor, pentru a participa la un miting organizat de Anwar, în semn de protest față de rezultatele alegerilor și pentru a cere alegeri libere și corecte.
Mișcarea #Black505 a continuat încă două luni, cu mitinguri itinerante în întreaga țară. Un dineu de strângere de fonduri #Black505 a avut loc la 22 iunie 2013, în sala Templului Thean Hou, fiind găzduit de deputatul de Wangsa Maju, Datuk Dr. Tan Kee Kwong, în numele PKR. În iulie 2013, Anwar Ibrahim a lansat imediat contestații electorale pentru peste 30 de locuri parlamentare disputate. Totuși, cazurile au fost respinse de instanța electorală din motive tehnice. Anwar a descris această decizie ca fiind „o hotărâre proastă” care a pătat reputația instituției judiciare a țării.

### Mișcarea Kajang
La 27 ianuarie 2014, membrul Adunării Legislative de Stat din Selangor pentru circumscripția Kajang, Lee Chin Cheh, și-a dat demisia, ceea ce a declanșat o alegeri parțiale. O zi mai târziu, Anwar Ibrahim a fost anunțat drept candidat al Pakatan Rakyat pentru această alegeri. Candidatura lui Anwar avea ca scop inițial să-l propulseze pentru a deveni Menteri Besar (șeful guvernului de stat) al Selangor. Ulterior, această strategie a fost cunoscută sub numele de „Mișcarea Kajang”.
Această manevră nu s-a materializat, deoarece Anwar a fost condamnat la cinci ani de închisoare după ce Curtea de Apel a Malaeziei a anulat achitarea sa în procesul pentru sodomie, pierzând astfel calitatea de candidat la alegerile parțiale pentru stat. La 9 martie 2014, PKR a anunțat-o pe Dr. Wan Azizah Wan Ismail, președinta partidului, ca noua candidată pentru alegerile parțiale din Kajang. Titlul Datuk Seri al lui Anwar a fost retras de Sultanul Selangorului pentru „puncte repetate privind integritatea” conducătorului statului, în timpul crizei care a urmat și care a determinat refuzul Sultanului de a o numi pe Wan Azizah ca Menteri Besar. Anwar a putut să continue folosind titlul Datuk Seri deoarece acesta îi fusese acordat și de alte state malaeziene.

### Procesele pentru sodomie 2008–2014
La 29 iunie 2008, portalul de știri online Malaysiakini a raportat că un colaborator masculin al lui Anwar, Saiful Bukhari Azlan, a depus o plângere la poliție susținând că ar fi fost sodomizat de Anwar. Anwar a declarat că posibilitatea unei sentințe cu închisoarea în urma acuzațiilor putea fi văzută ca o tentativă de a-l îndepărta de la conducerea opoziției, în urma creșterii sprijinului său și a victoriilor în alegeri parțiale. El și-a reafirmat nevinovăția, prezentând dovezi sub formă de rapoarte medicale.
În iulie 2008, Anwar a fost arestat din nou în legătură cu acuzațiile de sodomie, dar a fost achitat în ianuarie 2012 de Curtea Supremă (High Court). Judecătorul a decis că probele ADN utilizate în caz erau compromise și nesigure. Procuratura a făcut apel împotriva achitării.
La 7 martie 2014, Curtea de Apel a anulat achitarea, hotărând în unanimitate că High Court nu a evaluat critic probele prezentate de chimistul guvernamental Dr. Seah Lay Hong. Curtea de Apel a emis rapid decizia unanimă, semnată de toți cei trei judecători, și l-a condamnat pe Anwar la cinci ani de închisoare, descalificându-l de la nominalizare în alegerile parțiale din Kajang programate pe 11 martie. Condamnarea a fost văzută de unii ca o încercare motivată politic de a împiedica participarea lui Anwar la alegerile parțiale din 2014, pe care era de așteptat să le câștige și să devină șeful guvernului Selangor.
Human Rights Watch și Comisia Internațională a Juriștilor au acuzat guvernul malaezian de intervenție în această chestiune judiciară și au afirmat că verdictul a fost motivat politic. La 10 februarie 2015, Curtea Federală a Malaeziei a menținut decizia Curții de Apel și a confirmat sentința de cinci ani de închisoare, iar Anwar a fost trimis imediat la închisoarea Sungai Buloh, Selangor, pentru a-și ispăși pedeapsa.

## Deputat al coaliției Pakatan Harapan (2018–2020)

### Grațiere regală și eliberare
După dizolvarea coaliției Pakatan Rakyat în timpul încarcerării sale, a fost formată o nouă coaliție de opoziție, denumită Pakatan Harapan, avându-l pe Anwar drept lider de facto în absență. Coaliția a preluat puterea în urma înfrângerii Barisan Nasional la alegerile generale din 2018 (GE14). Odată cu formarea noului guvern, Anwar a primit o grațiere regală deplină și a fost eliberat din închisoare la 16 mai 2018. El fusese desemnat să preia conducerea de la prim-ministrul interimar Mahathir Mohamad, conform planului și acordului stabilit anterior în cadrul coaliției, înainte de GE14. Într-un interviu, Anwar și-a justificat reticența de a prelua imediat puterea prin faptul că Mahathir părea angajat în agenda reformelor și gestiona în mod eficient un sistem politic „aflat în dezintegrare”. El a adăugat, de asemenea, că își dorea să călătorească și să onoreze angajamente internaționale de vorbire. Anwar a mai precizat că, inițial, a avut rezerve față de „eforturile de reconciliere” ale lui Mahathir, dar, în cele din urmă, l-a iertat pe fostul său adversar după ce acesta a manifestat „compasiune și preocupare, pe care (Anwar) considera că le-a lipsit în trecut”.

### Revenirea în Parlament
Anwar a revenit în Parlament prin alegerile parțiale din Port Dickson, la 13 octombrie 2018, după ce primise grațierea regală pentru condamnarea de sodomie, pe care el a susținut constant că a fost motivată politic. El a câștigat scrutinul cu o majoritate sporită, întorcându-se astfel în Parlament pentru prima dată după trei ani. Locul fusese eliberat de Danyal Balagopal Abdullah, deputat din partea PKR, partidul lui Anwar.

### „Mișcarea Sheraton” și revenirea în opoziție
La sfârșitul lunii februarie 2020, guvernul Pakatan Harapan s-a prăbușit în urma defecțiunilor conduse de adjunctul lui Anwar, Azmin Ali, și de mai mulți parlamentari aliați acestuia, precum și a retragerii partidului BERSATU din coaliție de către Muhyiddin Yassin. Mahathir și-a prezentat imediat demisia atât din funcția de șef al guvernului, cât și din BERSATU. Manevrele politice au fost etichetate drept „Mișcarea Sheraton”, după hotelul din Petaling Jaya⁠(d) unde parlamentarii care au părăsit coaliția s-au întâlnit cu opoziția pentru a-și manifesta sprijinul față de un nou guvern. După demisia lui Mahathir, Anwar a încercat să strângă sprijin pentru a fi numit prim-ministru. Totuși, președintele BERSATU, Muhyiddin Yassin, a fost în cele din urmă desemnat prim-ministru, beneficiind de o majoritate fragilă în Dewan Rakyat. Astfel, Pakatan Harapan a revenit în opoziție, Anwar fiind desemnat lider al opoziției.

## Al doilea mandat ca lider al opoziției (2020–2022)
În timp ce Muhyiddin a format un guvern sub egida unei noi coaliții, Perikatan Nasional, Mahathir a încercat să-și recâștige funcția cu sprijinul aliaților din Pakatan. Totuși, sub conducerea lui Anwar, KEADILAN a refuzat să sprijine candidatura lui Mahathir pentru un al treilea mandat, invocând faptul că nonagenarul încălcase în mod repetat promisiunea de a preda funcția lui Anwar. La rândul său, Mahathir a refuzat să-i ofere sprijin lui Anwar, propunându-l în schimb pe ministrul-șef al statului Sabah, Shafie Apdal, pentru funcția de prim-ministru. Deși aliații DAP și Amanah au susținut acest compromis, KEADILAN a respins din nou propunerea și a continuat să-l promoveze pe Anwar drept candidat al coaliției.

### Colaborarea cu UMNO
În septembrie 2020, Anwar a încercat să formeze un nou guvern, afirmând că a reușit să obțină o majoritate „impunătoare” și a prezentat cifra de 120 de membri ai parlamentului regelui de atunci, Yang di-Pertuan Agong, Abdullah Shah. Totuși, această inițiativă a eșuat, iar Anwar, vorbind la un congres al partidului în iulie 2022, a susținut că a fost constrâns să se retragă după ce a refuzat să ofere garanții liderilor Barisan Nasional și UMNO că va opri procesele intentate împotriva lor. Zahid recunoscuse anterior că a redactat o declarație statutară împreună cu Najib, prin care îl sprijinea pe Anwar pentru funcția de prim-ministru, în octombrie 2020.
În aprilie 2021, o înregistrare audio de patru minute, care pretindea a surprinde o conversație între Anwar și Zahid la scurt timp după un congres general al UMNO, a fost difuzată online. În aceasta, Anwar îl lăuda pe Zahid pentru discursul prin care solicita un mandat din partea membrilor partidului de a pune capăt alianței cu Perikatan Nasional. Deși atât Anwar, cât și Zahid au negat autenticitatea înregistrării, Anwar a susținut că aceasta nu demonstra nicio faptă reprobabilă. Ulterior, în iulie același an, Zahid a admis că vocea din înregistrare îi aparținea.

### Alegerile generale din 2022
La o convenție a coaliției Pakatan Harapan desfășurată înaintea alegerilor, aceasta l-a anunțat oficial pe Anwar Ibrahim drept candidat al coaliției pentru funcția de prim-ministru la alegerile generale din 2022. Anwar a declarat că va candida pentru un loc în parlament în circumscripția Tambun și că, în cazul în care va deveni prim-ministru, va forma un cabinet mai restrâns și va reduce salariile miniștrilor. Decizia de a candida în Tambun, unde nu se aștepta o victorie facilă, a fost motivată de faptul că deputatul în funcție la acea vreme era fostul ministru-șef al statului Perak⁠(d) și membru BERSATU, Ahmad Faizal Azumu, care își urmase partidul în opoziția coaliției Perikatan Nasional în timpul Mișcării Sheraton. Din acest motiv, el a fost etichetat drept „trădător” de către coaliția Pakatan Harapan.
La alegerile generale malaeziene din 19 noiembrie 2022, coaliția Pakatan Harapan condusă de Anwar a câștigat o pluralitate de 82 de mandate din 222, sub pragul de 112 necesare pentru majoritate. Pe 20 noiembrie, Anwar a declarat că Pakatan Harapan a negociat cu alte partide pentru a forma guvernul federal cu o majoritate, în așteptarea aprobării din partea Yang di-Pertuan Agong, dar a refuzat să menționeze care sunt partidele ce colaborau cu Pakatan Harapan. În aceeași zi, liderul Perikatan Nasional, Muhyiddin Yassin, a afirmat că dispune de o majoritate suficientă pentru a fi numit prim-ministru, invocând sprijinul din partea Perikatan Nasional, Barisan Nasional, Gabungan Parti Sarawak și Gabungan Rakyat Sabah. Pe 21 noiembrie, Anwar s-a numărat printre liderii Pakatan Harapan care s-au întâlnit cu mai mulți lideri Barisan Nasional, inclusiv Ahmad Zahid Hamidi și Ismail Sabri Yaakob, la Hotelul Seri Pacific.
Pe 22 noiembrie, palatul regal a anunțat că, după ce Yang di-Pertuan Agong a analizat declarațiile statutare pentru funcția de prim-ministru, a concluzionat că „niciun membru al parlamentului nu are sprijinul majorității pentru a fi numit prim-ministru”, motiv pentru care i-a convocat pe Anwar și pe Muhyiddin la o întrevedere. După întâlnire, Muhyiddin a declarat că Yang di-Pertuan Agong a propus un guvern de uniune între Pakatan Harapan și Perikatan Nasional, dar că el a respins ideea, întrucât Perikatan Nasional „nu va colabora” cu Pakatan Harapan; în timp ce Anwar a recunoscut că prim-ministrul nu fusese încă stabilit, dar a afirmat: „cu timpul, cred că vom asigura o majoritate simplă”.
Anwar a depus jurământul ca al 10-lea prim-ministru al Malaeziei la 24 noiembrie 2022, în fața Yang di-Pertuan Agong, Abdullah, după consultări cu Conferința Conducătorilor Malaeziei. Totuși, Muhyiddin Yassin a continuat să susțină că dispune de sprijinul unei majorități de 115 deputați pentru a forma următorul guvern și l-a îndemnat pe Anwar să își dovedească majoritatea prin prezentarea declarațiilor statutare. La 24 noiembrie, Anwar primise deja sprijin din partea deputaților din PH, BN, GPS, Warisan, MUDA și PBM, precum și din partea unor parlamentari independenți. Anwar a promis organizarea unui vot de încredere pe 19 decembrie 2022, după depunerea jurământului de către deputați în Dewan Rakyat.
Pe 25 noiembrie, atât Anwar, cât și liderul Gabungan Rakyat Sabah, Hajiji Noor, au declarat că această coaliție s-a alăturat guvernului de uniune care îl sprijinea pe Anwar, conferindu-i astfel o majoritate de două treimi în parlament. Muhyiddin l-a felicitat și l-a recunoscut pe Anwar ca prim-ministru, dar a refuzat invitația acestuia de a se alătura guvernului de uniune, afirmând că Perikatan va juca rolul unei „opoziții credibile” pentru a garanta o „guvernare lipsită de corupție”. Anwar a reiterat, de asemenea, că nu va accepta niciun fel de salariu guvernamental pe durata mandatului său de prim-ministru și ministru de finanțe, ca semn de leadership și pentru a câștiga încrederea populației.
La 19 decembrie, o moțiune de încredere pentru Anwar a fost adoptată de Dewan Rakyat prin vot deschis, consolidându-i și mai mult legitimitatea în funcția de prim-ministru.

## Prim-ministru (2022–prezent)

### Numiri în cabinet
Anwar și-a anunțat cabinetul la 2 decembrie 2022, numindu-se pe sine în funcția de ministru al finanțelor. De asemenea, i-a numit pe președintele UMNO, Ahmad Zahid Hamidi, și pe liderul de disciplină parlamentară al Gabungan Parti Sarawak (GPS), Fadillah Yusof, în funcția de viceprim-miniștri. Aceasta a marcat prima dată când Malaezia a avut doi viceprim-miniștri în exercițiu simultan. Numirea lui Zahid a fost controversată, având în vedere procesele sale în curs pentru spălare de bani, mită și abuz de încredere. The Straits Times din Singapore a calificat cabinetul lui Anwar drept un „cabinet al cleptocraților” ca urmare a acestei decizii. La 12 decembrie 2023, Anwar a efectuat prima remaniere guvernamentală, numind cinci noi miniștri și cinci noi miniștri adjuncți.

### Afaceri interne
Anwar și-a exprimat sprijinul pentru schimbarea metodei de predare a studiilor islamice în școli, pentru a pune accent pe „valorile universale ale umanității” și pe predarea istoriei civilizației islamice la toate nivelurile. El a fost criticat după ce a extins rolul Departamentului pentru Dezvoltare Islamică din Malaezia (JAKIM), incluzând oferirea de consultanță în procesul decizional de politici publice, măsură adoptată ca răspuns la afirmațiile conform cărora guvernul său ar fi „abandonat islamul”. Anwar a respins acuzațiile potrivit cărora ar manifesta o „atitudine islamistă puternică”, susținând că extinderea responsabilităților JAKIM are drept scop aprofundarea cunoștințelor musulmanilor despre islam, ceea ce, în opinia sa, ar contribui la evitarea conflictelor intercomunitare. Ulterior, guvernul său a aprobat o alocare de 8,9 milioane RM pentru instituțiile religioase islamice din statul Kedah⁠(d). Anwar a apărat, de asemenea, decizia de a introduce în școlile publice un modul de studiu al celor „Patruzeci de hadithuri” ale lui Al-Nawawi, clarificând că acesta nu era destinat elevilor non-musulmani, iar Ministerul Educației a precizat că modulul a fost introdus „cu scopul de a cultiva spiritul de bunătate și iubire”.
Anwar a fost criticat de numeroși susținători vechi, care l-au acuzat că nu și-a respectat angajamentele anterioare. Atunci când viceprim-ministrul Ahmad Zahid Hamidi a fost achitat fără a fi însă declarat nevinovat în unele dintre procesele de corupție intentate împotriva sa, Anwar a fost acuzat că a pus puterea politică mai presus de principii, ceea ce a determinat alianța Malaysian United Democratic Alliance (MUDA) să părăsească guvernul și să treacă în opoziție. Sondajele au indicat o scădere a popularității lui Anwar, în ciuda încercărilor sale de a atrage mai mult sprijin din partea electoratului malay-musulman.
Guvernul a atras atenția în 2023 după ce ceasurile Swatch cu tematică LGBTQ+ și materialele conexe, inclusiv cutii, ambalaje și accesorii, au fost interzise, posesia ceasurilor Swatch cu motive curcubeu devenind pasibilă de trei ani de închisoare în Malaezia.

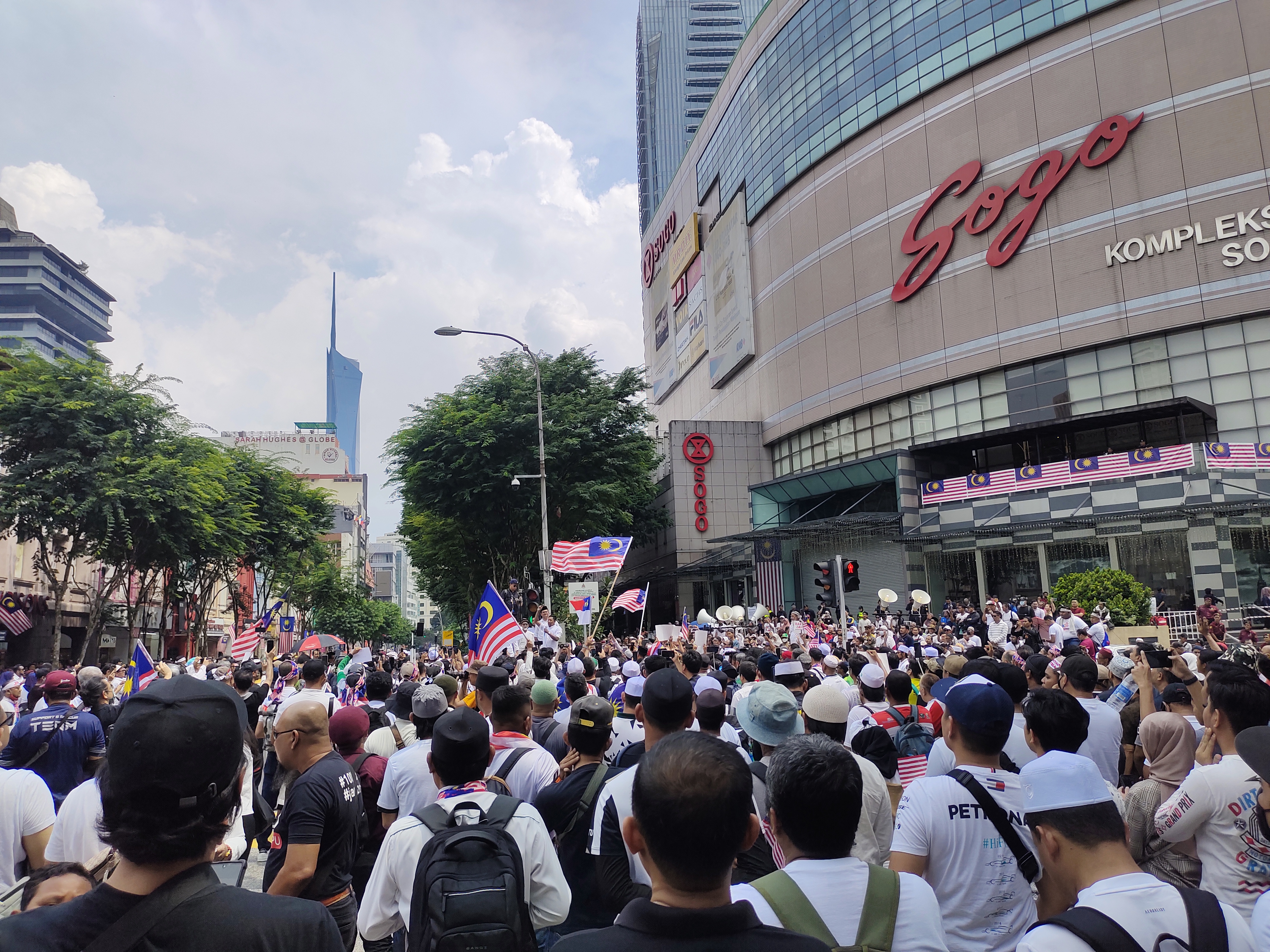
La 16 septembrie 2023, participanții la un miting și-au exprimat nemulțumirea față de guvernul condus de Anwar și au protestat împotriva eliberării lui Ahmad Zahid.

Anwar a declarat public că ar fi deschis includerii Partidului Islamic Pan-Malaysian, componentă majoră a opoziției Perikatan Nasional, dacă acesta ar accepta condițiile sale, inclusiv garantarea unui loc pentru fiecare cetățean în țară, indiferent de identitatea religioasă.
În octombrie 2023, Anwar a ordonat instituțiilor guvernamentale să nu ia în considerare scrisori redactate într-o altă limbă decât cea națională, ca parte a unui efort de promovare și consolidare a utilizării acesteia.
La 8 decembrie 2023, Anwar și „guvernul de uniune” au celebrat primul an la putere printr-un eveniment de trei zile. Analiștii au sugerat că această amplă celebrare urmărește să evidențieze realizările coaliției de guvernare și capacitatea acesteia de a menține stabilitatea politică.
La 28 ianuarie 2024, Anwar l-a numit pe deputatul proguvernamental din Bersatu, Syed Abu Hussin Hafiz, reprezentant al circumscripției Bukit Gantang, să conducă comitetul guvernamental pentru problema creșterii prețurilor alimentelor și a costului vieții. Syed Abu Hussin își declarase sprijinul pentru prim-ministru în timpul unei ședințe a Dewan Rakyat din 28 noiembrie 2023.
Anwar a participat la cel de-al șaptelea Congres Economic Bumiputera, convocat de UMNO în februarie 2024, unde a anunțat o alocare de 1 miliard RM pentru a sprijini crearea și dezvoltarea unei clase de antreprenori bumiputera prin intermediul companiilor de stat și al celor cu capital majoritar guvernamental, în ciuda faptului că anterior se exprimase în favoarea depășirii politicilor de discriminare pozitivă bazate pe criterii etnice. În martie, a fost anunțat că va prezida un secretariat format pentru monitorizarea implementării politicilor și rezoluțiilor aprobate la congres.
În aprilie 2024, Anwar a negat informațiile publicate de Bloomberg News, potrivit cărora guvernul lua în considerare deschiderea unui nou cazinou în Forest City, Johor, un proiect rezidențial dezvoltat în cadrul inițiativei „Belt and Road”. Raportul Bloomberg îl implica pe Yang di-Pertuan Agong, Ibrahim Iskandar, care este și sultan al statului Johor. Activistul politic Badrul Hisham Shaharin, cunoscut sub numele de Chegubard, a fost arestat în temeiul Legii privind Sedițiunea pentru o postare referitoare la raport, împreună cu bloggerul Wan Muhammad Azri Wan Deris, cunoscut ca Papagomo, care a afirmat că Iskandar a ordonat ca Chegubard să fie inculpat în baza aceleiași legi.

### Afaceri internaționale
La 28 ianuarie 2023, Anwar a anunțat că Malaezia va tipări un milion de exemplare ale Coranului pentru a fi distribuite la nivel mondial, ca răspuns la arderile de Coran din Suedia din 2023.
Ca reacție la noile reglementări ale Uniunii Europene privind mediul și despăduririle, care urmau să intre în vigoare în 2024, guvernul malaezian a solicitat să fie clasificat drept țară cu risc scăzut de despădurire, după ce Malaezia depusese anterior plângeri împotriva Uniunii Europene la Organizația Mondială a Comerțului. Uleiul de palmier este o importantă marfă de export a Malaeziei și a fost asociat cu procesul de despădurire din țară.
În octombrie 2023, Anwar a condamnat public Israelul în războiul din Gaza și a cerut instituirea unei încetări a focului, solicitând ca palestinienii să fie „tratați ca ființe umane”. Ministerul Educației din guvernul său a lansat la nivel național „Săptămâna Solidarității cu Palestina”, în sprijinul cauzei palestiniene, dar inițiativa a fost criticată după ce elevi au fost surprinși cu arme de jucărie în școli. În pofida a două demersuri oficiale ale Ambasadei Statelor Unite pentru ca Ministerul de Externe al Malaeziei să desemneze Hamas drept organizație teroristă, Anwar a refuzat public să facă acest lucru, declarând că guvernul său va continua relațiile cu Hamas indiferent de presiunile americane.
La 20 decembrie 2023, Anwar a anunțat interzicerea imediată a accesului în porturile malaeziene al navelor care arborează pavilionul israelian. De asemenea, navelor cu destinația Israel li s-a interzis încărcarea de mărfuri din porturile Malaeziei.
În martie 2024, în cadrul unei vizite în Germania, Anwar a precizat că guvernul malaezian întreține relații doar cu aripa politică a Hamas și nu aprobă uciderea civililor. El a cerut, de asemenea, eliberarea ostaticilor luați la 7 octombrie de către Hamas, dar a subliniat că acest lucru, de unul singur, nu ar putea soluționa conflictul.
La 14 mai 2024, Anwar s-a întâlnit cu lideri de rang înalt ai Hamas în Qatar, gest care a generat critici.
La 18 iunie 2024, Anwar a declarat că Malaezia dorește să adere la grupul BRICS al economiilor emergente. Ulterior, el a încercat să atenueze îngrijorările legate de o eventuală aderare a Malaeziei la organizația interguvernamentală BRICS, subliniind că acest fapt nu va afecta politica internă. La 24 octombrie 2024, Malaezia a obținut statutul de țară parteneră BRICS, fiind reprezentată de Rafizi Ramli la cel de-al 16-lea Summit BRICS, consolidând astfel colaborările economice și comerciale cu statele membre.
Anwar a scris pe X: „Malaezia deplânge pierderea unui luptător și apărător al poporului palestinian, Al Syahid Yahya Sinwar, ucis cu brutalitate de regimul sionist barbar. Odată în plus, comunitatea internațională a eșuat în a acționa pentru pace și justiție, agravând situația conflictului. Malaezia a condamnat ferm asasinatul, iar încercarea regimului de a submina cererile pentru eliberare nu va reuși. În consecință, Malaezia insistă ca barbaria Israelului să fie denunțată de comunitatea internațională și ca masacrul în desfășurare al palestinienilor să înceteze imediat.”
În noiembrie 2024, Anwar a efectuat o vizită oficială în Egipt, la invitația președintelui Abdel Fattah el-Sisi, marcând aniversarea a 65 de ani de relații diplomatice între Malaezia și Egipt. În cadrul vizitei, Anwar a subliniat angajamentul Malaeziei de a consolida legăturile educaționale și culturale dintre cele două state, obținând burse suplimentare pentru studenții malaezieni la Universitatea Al-Azhar în domenii precum medicina, ingineria și tehnologia. De asemenea, el i-a încurajat pe studenți să îmbine valorile islamice cu progresul tehnologic, în special în domenii precum inteligența artificială. Anwar și El-Sisi au emis o declarație comună de condamnare a atacurilor israeliene din Gaza și Liban, solicitând un armistițiu imediat pentru a preveni noi crize umanitare. Această poziție a consolidat sprijinul constant al lui Anwar pentru Gaza și demersurile sale recente pe lângă liderii occidentali pentru livrarea de ajutoare umanitare în regiune. Anwar a fost sfătuit să își tempereze retorica în raport cu noile politici ale administrației americane privind Gaza.
La 28 iulie 2025, Anwar a găzduit la Kuala Lumpur negocieri între Thailanda și Cambodgia pentru încheierea conflictului de frontieră dintre cele două țări, izbucnit în 2025, anunțând în final încheierea unui acord de încetare a focului.

### Cazul Malaezia–Sulu
Litigiile legate de disputa asupra Borneoului de Nord și lupta împotriva autoproclamaților moștenitori ai sultanului din Sulu au ocupat un loc central în mandatul de prim-ministru al lui Anwar. Răspunsul cabinetului său la pretențiile formulate de presupusii descendenți ai sultanului din Sulu a fost coordonat de Azalina Othman Said, ministrul pentru Drept și Reformă Instituțională din cadrul Departamentului Primului-Ministru al Malaeziei.
Anwar a criticat în mod deschis atât reclamanții, cât și hotărârea de arbitraj pronunțată de avocatul și arbitrul spaniol Gonzalo Stampa, calificând decizia drept „falsă și abuzivă”. Stampa s-a pronunțat în favoarea reclamanților din Sulu și a stabilit o compensație de 14,9 miliarde de dolari SUA, de plătit de către Malaezia — cea mai mare hotărâre arbitrală din istorie. Guvernul malaezian condus de Anwar a obținut o victorie importantă la începutul anului 2023, când Curtea Constituțională a Spaniei a respins apelul reclamanților din Sulu împotriva anulării numirii lui Gonzalo Stampa în calitate de arbitru. Ulterior, în iunie 2023, Curtea de Apel de la Haga a respins și ea apelul depus de reclamanți pentru a pune în executare hotărârea în Țările de Jos.
Anwar a salutat hotărârea ca pe o „victorie de referință”, adăugând că aceasta va pune capăt „tentativelor frivole” ale reclamanților de a aplica decizia în jurisdicții străine. El a declarat că guvernul malaezian „nu va lua în considerare nicio revendicare, fie din partea reclamanților din Sulu, fie din partea guvernului filipinez, întrucât Sabah este un teritoriu «sacru» al Malaeziei”.
De asemenea, a subliniat că guvernul „nu se va opri în fața niciunui obstacol pentru a proteja suveranitatea, securitatea națională și interesele naționale ale țării. Cazul Sulu demonstrează o încălcare gravă a imunității suverane a Malaeziei, aspect care contează pentru fiecare cetățean al Malaeziei Madani”.
„Vom lua toate măsurile necesare pentru a recupera costurile generate de resursele publice pe care Malaezia a fost obligată să le consume pentru a face față acestor revendicări. Guvernul este încrezător că justiția va triumfa pentru poporul malaezian”, a mai spus el.
La 17 mai 2024, Curtea de Apel din Madrid a confirmat condamnarea pentru dispreț față de instanță și sentința împotriva lui Stampa, menținând pedeapsa de șase luni de închisoare și interdicția de un an de a profesa ca arbitru. Azalina Othman Said i-a mulțumit lui Anwar pentru „angajamentul ferm și hotărârea sa de a proteja suveranitatea Malaeziei cu orice preț, precum și pentru sprijinul său neclintit acordat echipei malaeziene care luptă împotriva acestor pretenții frivole”.
Comitetul format de Ibrahim pentru a gestiona cazul Sulu a obținut un progres major în noiembrie 2024, când Curtea de Casație a Franței — cea mai înaltă instanță din sistemul judiciar francez — a anulat hotărârea arbitrală de 15 miliarde de dolari împotriva Malaeziei. Instanța franceză a declarat clauza de arbitraj invalidă pe motiv că aceasta îl desemnase ca arbitru pe consulul general britanic în Brunei, funcție care încetase să mai existe de câteva decenii. Verdictul a subliniat, de asemenea, necesitatea ca acordurile internaționale de arbitraj să fie interpretate conform principiilor bunei-credințe și utilității, „fără referire la legislația vreunui stat”. Numeroși experți în arbitraj și mai multe publicații, inclusiv Law.com și Law360, au susținut decizia. Keith Ellison, fost vicepreședinte al Comitetului Național Democrat și procuror general al statului Minnesota, a subliniat că acest caz a scos la lumină amploarea „corupției”, a speculațiilor iresponsabile și a operațiunilor de influență externă menite să submineze procedurile de arbitraj.
Caroline Kleiner, profesoară la Universitatea Paris Cité, a afirmat că acest caz a marcat o schimbare majoră în dreptul și practica arbitrală. În comentariile sale publicate de Kluwer Law International, Kleiner a susținut că hotărârea va ajuta instanțele franceze să contribuie la dezvoltarea dreptului internațional privind executarea hotărârilor arbitrale străine printr-o abordare universalistă, în locul tendinței actuale spre excepționalism.
Ewon Benedick, ministrul malaezian pentru Dezvoltarea Antreprenoriatului și Cooperativelor, l-a felicitat pe Ibrahim, afirmând că victoria în cazul Sulu reprezintă o moștenire a succesului guvernului Madani sub conducerea prim-ministrului. Azalina Othman i-a mulțumit, la rândul ei, lui Ibrahim pentru „sprijinul său constant și încrederea neclintită în eforturile noastre de a apăra poziția Malaeziei”.
Tot în noiembrie 2024, președintele filipinez Bongbong Marcos a promulgat Philippine Maritime Zones Act și Philippine Archipelagic Sea Lanes Act. Aceste legi au reafirmat teritoriile maritime ale Filipinelor și drepturile asupra resurselor naturale din Marea Chinei de Sud, inclusiv Sabah, fapt care a generat critici puternice din partea Malaeziei. La 15 noiembrie 2024, Kuala Lumpur a depus un protest diplomatic împotriva celor două legi maritime, argumentând că acestea încalcă frontierele teritoriale ale Malaeziei în Marea Chinei de Sud.

## Poziții și viziuni politice
Anwar a pledat pentru democrația islamică și și-a exprimat speranța ca Malaezia să devină un exemplu de practici democratice în lumea musulmană. El a fost descris drept „un reformator liberal, un tehnocrat talentat, un intelectual autentic și, poate, chiar un om capabil să aducă spiritul Primăverii Arabe într-una dintre cele mai mari națiuni asiatice cu majoritate musulmană”. A susținut conceptul islamic de Umma ca un cadru pentru democrația în statele musulmane și a calificat modelul celor „trei lumi” drept „depășit” și „simplist”. Anwar a cerut independența justiției, o bună guvernare și respingerea autoritarismului. În perioada sa de activism politic din tinerețe, și-a exprimat admirația pentru revoluționarul filipinez José Rizal.
În cariera sa politică timpurie, în anii 1960, Anwar a declarat că susține politicile de acțiune afirmativă pentru malaezi din cauza preocupării sale privind dominația comunității chineze malaeziene în afaceri, însă ulterior și-a schimbat viziunea. După eliberarea din închisoare, el a afirmat că „supremația malaeziană” reprezintă „o problemă majoră”. Referindu-se la politicile de acțiune afirmativă de lungă durată pentru malaezi și alți localnici, în 2019 el a susținut tranziția spre „politici de acțiune afirmativă bazate pe nevoi, nu pe rasă”, astfel încât persoanele aflate în sărăcie să poată beneficia de sprijin guvernamental indiferent de apartenența lor etnică.
În 2018, The Guardian l-a descris ca pe o „figură unificatoare” pentru opoziție pe parcursul perioadelor de detenție și al proceselor sale.

### Israel și Palestina
În cadrul unei conferințe de presă la London School of Economics, în martie 2010, Anwar a declarat că evreii nu ar trebui condamnați, ci mai degrabă ideologia de stat a sionismului și agresiunea și injustiția comise împotriva palestinienilor. El a mai afirmat că există evrei buni și răi, așa cum există musulmani buni și răi. În mai 2010, B’nai B’rith International, o importantă organizație evreiască pentru drepturile omului, a susținut că Anwar și-a folosit poziția din parlamentul malaezian pentru a răspândi propagandă antisemită, menționând inclusiv afirmația sa conform căreia spioni israelieni ar fi „implicați direct în conducerea guvernului”. Organizația a cerut oficialilor americani să suspende relațiile cu Anwar Ibrahim.
Într-un interviu din 2012 acordat The Wall Street Journal, Anwar Ibrahim a declarat că politica față de Israel și Palestina ar trebui să fie clară – protejarea securității Israelului, dar și apărarea fermă a intereselor legitime ale palestinienilor. Ulterior, el și-a clarificat poziția, afirmând că declarațiile sale erau conforme cu soluția celor două state adoptată de Organizația Națiunilor Unite și de însăși Malaezia.
Anwar a condamnat, de asemenea, părtinirea Statelor Unite în conflictul israeliano-palestinian și a cerut ca Malaezia să recunoască Ierusalimul drept capitală a Palestinei.

### Drepturile LGBT
Anwar și-a exprimat, de-a lungul carierei sale politice, opinii în evoluție cu privire la drepturile LGBTQ. Într-un interviu din 2012, el a sugerat că legile privind sodomia din Malaezia, în baza cărora fusese judecat, erau „arhaice” și ar putea fi amendate. A precizat că, deși crede în sacralitatea căsătoriei între bărbat și femeie și nu dorește legalizarea homosexualității sau a căsătoriilor între persoane de același sex, consideră totuși că nu este de datoria sa să atace sau să aresteze persoane pe baza orientării lor sexuale.
Totuși, în 2018, Anwar i-a îndemnat pe credincioși să contracareze solicitările formulate de „super-liberali” de a recunoaște stilul de viață LGBT, susținând că acești liberali nu ar trebui să forțeze societatea să le accepte viziunea asupra drepturilor LGBT. În 2022, el a intentat un proces pentru defăimare împotriva comisarului PAS din Perak, Razman Zakaria, care afirmase că Anwar ar promova agenda LGBT și ar sprijini comunismul. Anwar a respins aceste acuzații, afirmând că a denunțat întotdeauna agenda LGBT și că a fost un susținător al valorilor și învățăturilor islamice.
În calitate de prim-ministru, în 2023, Anwar a dat asigurări că drepturile LGBT, secularismul și comunismul nu vor fi recunoscute niciodată sub guvernul său de uniune. Într-un interviu acordat CNN în 2023, el a declarat că, deși hărțuirea excesivă a comunității LGBT nu va fi tolerată, Malaezia nu va recunoaște oficial drepturile LGBT din cauza consensului existent în rândul populației. Totodată, el a sugerat că legile privind sodomia ar trebui revizuite pentru a preveni abuzurile și persecuțiile politice.

## Viața personală
Anwar este de etnie malaeză și de religie musulmană. El s-a căsătorit cu Wan Azizah Wan Ismail la 26 februarie 1980. Cei doi au cinci fiice și un fiu. Fiica sa cea mai mare, Nurul Izzah Anwar, nu a reușit să își păstreze mandatul de deputat pentru circumscripția Permatang Pauh la ultimele alegeri generale.
În timpul proceselor și detenției din anii 2000, Anwar a fost plasat în izolare și a fost supus frecvent la bătăi, care au necesitat o intervenție chirurgicală în Germania după eliberarea sa. Odată, el a apărut în instanță cu un ochi învinețit. Anwar a mărturisit că are un interes deosebit pentru operele lui William Shakespeare și a afirmat că, în detenție, a citit de patru ori și jumătate opera completă a acestuia. În 2006, a prezentat o lucrare la Congresul Mondial Shakespeare. În închisoare, a spus că a supraviețuit cântând și citind.